# Diamorpha pusilla
Diamorpha es un género monotípico de plantas con flores de la familia Crassulaceae. Su única especie Diamorpha pusilla, se distribuyen por el sudoeste de los Estados Unidos.

## Taxonomía
Diamorpha pusilla fue descrita por (Michx.) Nutt. y publicado en The Genera of North American Plants 1: 293. 1818.